# Tuoro sul Trasimeno
Tuoro sul Trasimeno är en ort och kommun i provinsen Perugia i regionen Umbrien i Italien. Kommunen hade 3 786 invånare (2018).